# Luis Mosteiro
Luis Mosteiro Canas (Madrid, 24 de diciembre de 1882-Madrid, 10 de mayo de 1954) fue un arquitecto español.

## Biografía
Nació en Madrid el 24 de diciembre de 1882. Se licenció en Ciencias Exactas en 1905, tras lo cual ingresó en la Escuela de Arquitectura de Madrid, materia en la que se titularía cinco años más tarde. Entre 1910 y 1911 ejerció como arquitecto municipal de Huelva, siendo autor de varios proyectos.
Durante el período 1911-1912 fue autor del edificio para la redacción y talleres del diario La Tribuna, interviniendo también en la reforma del palacio de Osma en Madrid. Entre 1912 y 1921 intervino en la construcción de numerosas salas de cine en Madrid, entre las cuales sobresalen el cine del Salón Madrid en la calle de Cedaceros o el cine López de Hoyos. También fue autor de la sede de la compañía Singer en la plaza Mariano de Cavia (1929) o de la sede madrileña del Banco Vitalicio (1941). Tras la Guerra Civil dirigió los trabajos de construcción de la Catedral de la Almudena, si bien estos quedarían inconclusos.
Ejerció la docencia en la Escuela de Arquitectura de Madrid, donde impartió clases entre 1914 y 1952. Falleció en Madrid el 10 de mayo de 1954.